# Калша
Калша (словац. Kalša) — село в окрузі Кошиці-околиця Кошицького краю Словаччини. Площа села 4,63 км². Станом на 31 грудня 2016 року в селі проживало 722 жителі.

## Географія
Протікають річка Требеля і Острий потік.

## Історія
Перші згадки про село датуються 1270 роком.

## Населення
| Рік:            | 1994. | 2004.   | 2014.   | 2024.   |
| --------------- | ----- | ------- | ------- | ------- |
| Кількість осіб: | 695   | 714     | 721     | 747     |
| Різниця:        |       | +2,73 % | +0,98 % | +3,60 % |

| Рік:            | 2023. | 2024.   |
| --------------- | ----- | ------- |
| Кількість осіб: | 748   | 747     |
| Різниця:        |       | -0,13 % |